# Allobates niputidea
Allobates niputidea (synoniem: Colostethus niputidea) is een kikkersoort uit de familie Aromobatidae. De wetenschappelijke naam van de soort is voor het eerst geldig gepubliceerd in 2007 door Grant, Andrés Rymel Acosta-Galvis & Marco Rada.
De soort komt voor in Colombia. Waarschijnlijk worden de eieren in de grond begraven en worden de larven later door de ouderdieren naar een waterstroom getransporteerd.